# Marek Serafiński
Marek Serafiński (ur. 12 lipca 1954 w Warszawie, zm. 12 lutego 2017) – polski reżyser, scenarzysta i autor oprawy plastycznej filmów animowanych. Zajmował się także malarstwem i grafiką użytkową.
Przez wiele lat związany był ze Studiem Miniatur Filmowych w Warszawie.
Od roku 2002 był przewodniczącym Sekcji Filmu Animowanego Stowarzyszenia Filmowców Polskich.
Od 2007 prowadził własne studio filmów animowanych - Serafiński - Studio Graficzno-Filmowe.
Jest jednym z bohaterów książki Jerzego Armaty Anima. Mistrzowie polskiej animacji (wyd. EGoFILM, Warszawa 2025).

## Kształcenie się
Był absolwentem warszawskiej Akademii Sztuk Pięknych, specjalność film animowany, na Wydziale Grafiki u prof. Daniela Szczechury oraz absolwentem w 1983 Wyższego Zawodowego Studium Reżyserii Filmu Animowanego Państwowej Wyższej Szkoły Filmowej, Telewizyjnej i Teatralnej im. Leona Schillera w Łodzi.

## Filmografia

### Film animowany
- 2009 - SAFARI Reżyseria, Scenariusz, Opracowanie plastyczne, Producent
- 2009 - INWENTORIUM ŚLADÓW Producent,
- 2008 - WUJEK Producent,
- 2008 - SYCYLIJSKA PCHŁA Producent,
- 2008 - GRZYBY BURZY Producent,
- 2007 - OBUDŹ SIĘ! Współpraca (członek ekipy współtworzącej pierwszą, utraconą wersję zdjęć do filmu),
- 2007 - KRASICKI REAKTYWACJA Opieka artystyczna,
- 2007 - IDEA Reżyseria, Scenariusz, Opracowanie plastyczne, Animacja 2D, Montaż, Producent,
- 2007 - DOKUMANIMO Producent,
- 2006 - SYN GWIAZD Reżyseria, Scenariusz, Opracowanie plastyczne, Animacja 2D, Montaż, Producent,
- 1995 - NARODZINY (Serafiński Marek) Reżyseria, Scenariusz, Opracowanie plastyczne, Animacja,
- 1992 - EGZAMIN (Serafiński M.) Reżyseria, Scenariusz, Opracowanie plastyczne, Animacja,
- 1989 - WYŚCIG (Serafiński M.) Reżyseria, Scenariusz, Scenografia, Animacja,
- 1987 - KONCERT (Serafiński M.) Reżyseria, Scenariusz, Scenografia, Animacja,
- 1986 - BETON Reżyseria, Scenariusz, Opracowanie plastyczne,
- 1984 - DWORZEC (Serafiński M.) Reżyseria, Scenariusz, Opracowanie plastyczne, Animacja,
- 1980 - MÓWCA Reżyseria, Scenariusz, Scenografia,

### Film dokumentalny
- 2000 - GRAFITOLLUS Konsultacja artystyczna,

### Cykl filmowy animowany
- 1998 - GARBY w 14 BAJEK Z KRÓLESTWA LAILONII LESZKA KOŁAKOWSKIEGO Animacja, Layout, Montaż, Opracowanie plastyczne, Reżyseria,

### Serial animowany
- 1990 - ZŁOTA RYBKA w 2 KOTY + 1 PIES Animacja,

## Nagrody filmowe
- 1990 - WYŚCIG - Lipsk (MFF) "Złoty Gołąb"
- 1990 - WYŚCIG - Huesca (MFFK) Nagroda Aragońskiej Federacji DKF
- 2005 - Dyplom Honorowy za szczególny wkład w rozwój polskiego filmu animowanego na XI Ogólnopolskim Festiwalu Autorskich Filmów Animowanych OFAFA w Krakowie